# Ermita de la Mare de Déu de la Saleta (Aldaia)
L'Ermita de la Mare de Déu de la Saleta és un temple situat en la confluència dels carrers Ventall, Verge del Remei i Hernán Cortés, al municipi d'Aldaia. És Bé de Rellevància Local amb identificador nombre 46.14.021-003.

## Història
L'advocació es refereix a l'aparició que segons la tradició es va produir en 1846, de la Mare de Déu a dos pastors a la Saleta, una muntanya dels Alps. El temple es va edificar en 1887.

## Descripció
El temple és un edifici de planta rectangular. En la part posterior té la sagristia, que forma un cos adossat de menor grandària. El conjunt es troba exempt al centre d'una placeta. Enfront de la façana s'estén una terrassa envoltada d'un reixat metàl·lic.
En la façana es troba la porta d'accés, quadrada però rematada per un timpà de mig punt. Sobre aquest es troba una retaule ceràmic que representa l'aparició de la Verge, amb la data 25 de setembre de 1960, quan va ser donada per les llavors clavariesses. La façana està rematada per una espadanya que alberga la campana del temple.
La coberta és una teulada a dues aigües de pendent molt pronunciada. En el lateral esquerre hi ha un altre retaule ceràmic, regalat per les clavariesses en 2000.
L'interior està cobert per una volta de canó que es recolza en una cornisa neoclàssica i pilastres. En l'altar major es troba la imatge de la titular.

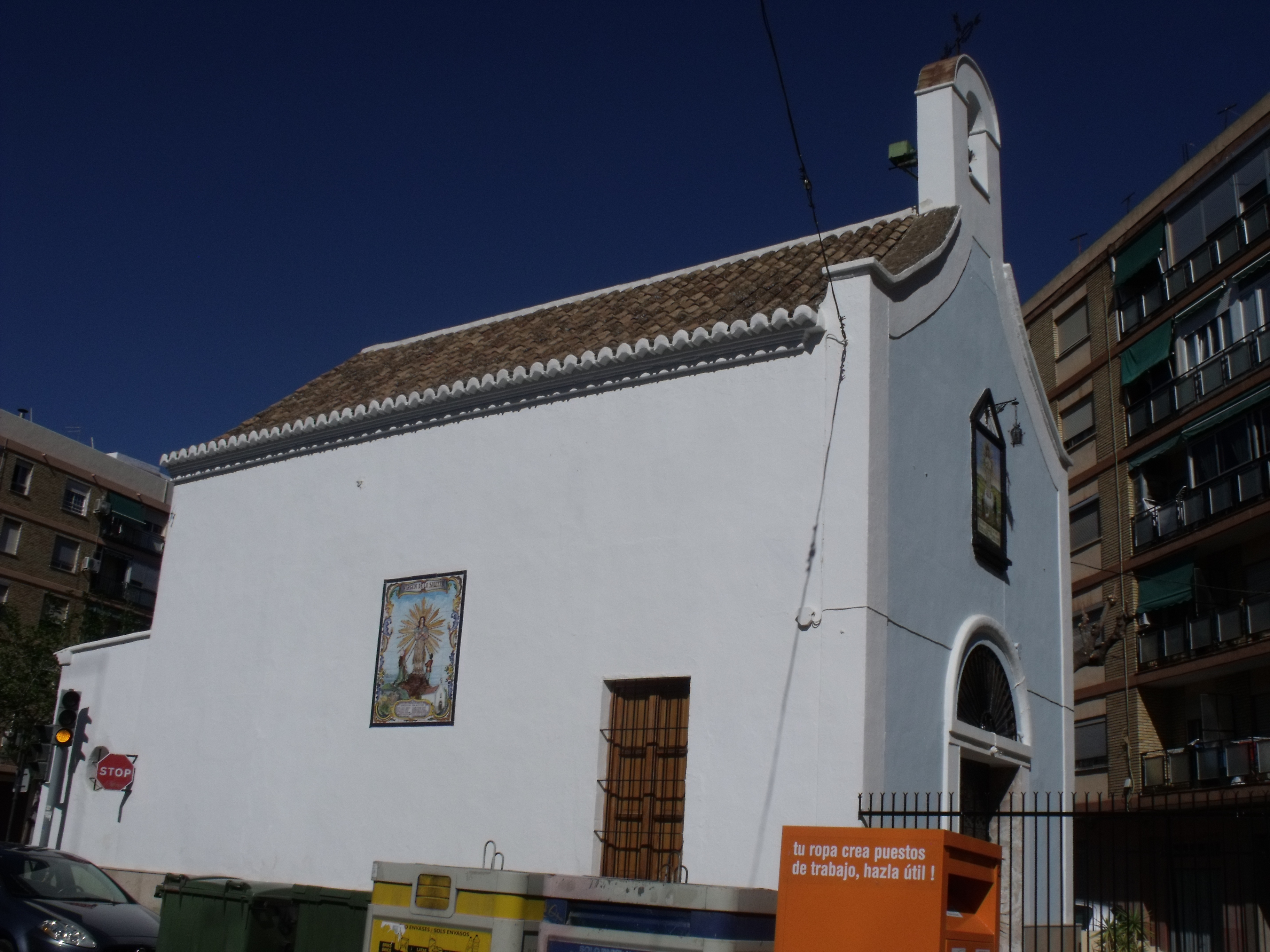
Lateral dret.
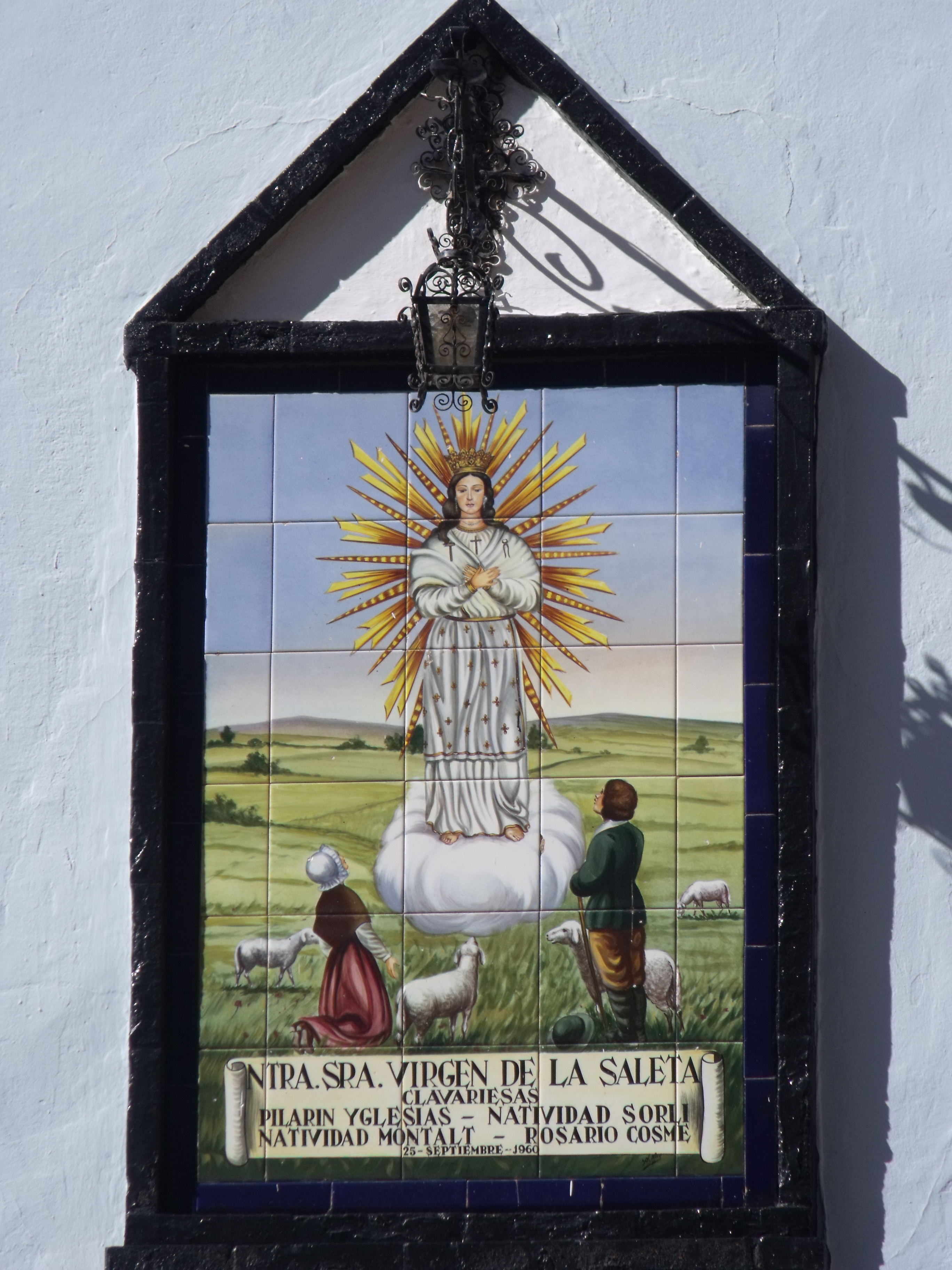
Retaule de 1960.
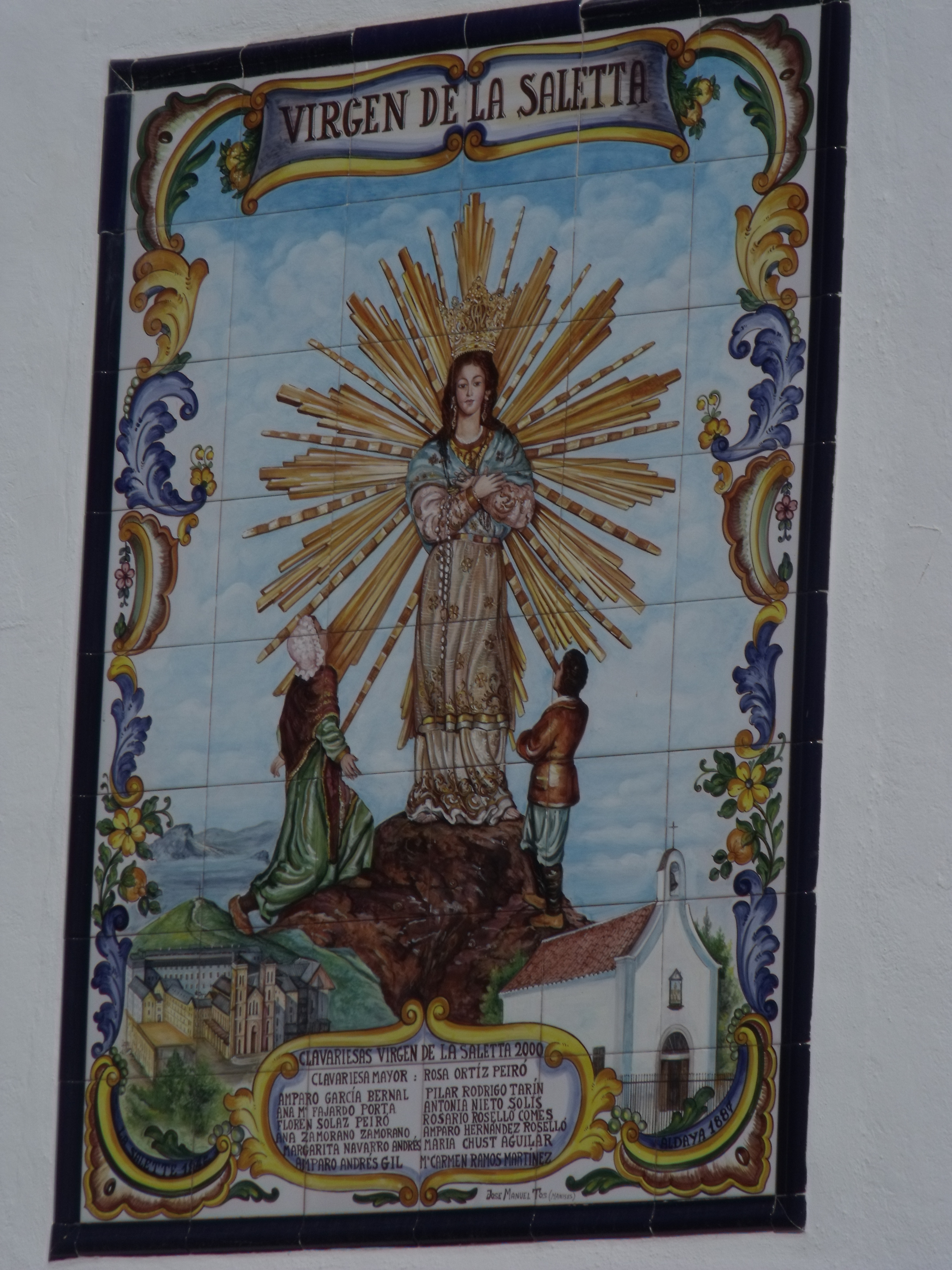
Retaule de 2000.